# Nharuguengue (distrito)
Nharuguengue (em quiniaruanda: Nyarugenge) é um distrito da Ruanda situado na província (intara) de Quigali. De acordo com o censo de 2012, havia 284 561 habitantes. Se divide em 10 setores (imirengues):
| Setor        | Nome nativo | População (2012) |
| ------------ | ----------- | ---------------- |
| Guitega      | Gitega      | 28 728           |
| Canhinia     | Kanyinya    | 21 859           |
| Quigali      | Kigali      | 30 023           |
| Quimissagara | Kimisagara  | 46 753           |
| Magueraguere | Mageragere  | 23 407           |
| Muima        | Muhima      | 29 768           |
| Nhacabanda   | Nyakabanda  | 25 666           |
| Nhamirambo   | Nyamirambo  | 40 292           |
| Nharuguengue | Nyarugenge  | 21 302           |
| Ruezamenho   | Rwezamenyo  | 16 763           |